# 盧森堡國徽
盧森堡國徽分為大中小三種。中心圖案為一盾徽，繪有白藍相間的十條橫條，中間為一隻頭戴金冠、呈忿怒狀的紅色獅子。上有大公冠冕。中國徽有兩隻獅子守護盾徽。大國徽為中國徽加上斗蓬，上方有大公冠，下飾勳章。